# Liste der Monuments historiques in Avreuil
Die Liste der Monuments historiques in Avreuil führt die Monuments historiques in der französischen Gemeinde Avreuil auf.

## Liste der Immobilien
| Bezeichnung                    | Beschreibung            | Standort                 | Kennzeichnung | Schutzstatus | Datum | Bild           |
| ------------------------------ | ----------------------- | ------------------------ | ------------- | ------------ | ----- | -------------- |
| Kirche Assomption-de-la-Vierge | aus dem 16. Jahrhundert | Place de l’Église (Lage) | PA00078327    | Inscrit      | 1992  | weitere Bilder |

## Liste der Objekte
| Bezeichnung                         | Beschreibung | Standort                                     | Kennzeichnung | Schutzstatus | Datum | Bild |
| ----------------------------------- | --- | -------------------------------------------- | ------------- | ------------ | ----- | ---- |
| 30 Kirchenbänke                     | Eichenholz, Mitte des 18. Jahrhunderts                                                                                      | in der Kirche Assomption-de-la-Vierge (Lage) | PM10004839    | Inscrit      | 1976  |      |
| Marienaltar                         | Kalkstein und Holz, farbig gefasst und vergoldet, zweite Hälfte des 18. Jahrhunderts; zugehörig PM10004871                  | in der Kirche Assomption-de-la-Vierge (Lage) | PM10004836    | Inscrit      | 1976  |      |
| Gemälde Maria Immaculata            | Ölfarbe auf Leinwand, zweite Hälfte des 18. Jahrhunderts; nach Pietro da Cortona                                            | in der Kirche Assomption-de-la-Vierge (Lage) | PM10004871    | Inscrit      | 1976  |      |
| Marienlebenretabel                  | Kalkstein, farbig gefasst, um 1560                                                                                          | in der Kirche Assomption-de-la-Vierge (Lage) | PM10000107    | Classé       | 1908  |      |
| Skulptur Nicolas de Cléry           | Kalkstein, bezeichnet 1555                                                                                                  | in der Kirche Assomption-de-la-Vierge (Lage) | PM10000109    | Classé       | 1913  |      |
| Rochusalter                         | Altartisch und Retabel; Kalk- und Ziegelstein, 16. Jahrhundert; zugehörig PM10000113, PM10003038, PM10003040 und PM10004835 | in der Kirche Assomption-de-la-Vierge (Lage) | PM10003039    | Classé       | 1913  |      |
| Skulptur Auferstandener Christus    | Kalkstein, 16. Jahrhundert                                                                                                  | in der Kirche Assomption-de-la-Vierge (Lage) | PM10000113    | Classé       | 1913  |      |
| Skulptur Heiliger Antonius          | Kalkstein, 16. Jahrhundert                                                                                                  | in der Kirche Assomption-de-la-Vierge (Lage) | PM10003038    | Classé       | 1913  |      |
| Skulptur Heiliger Rochus            | Kalkstein, 16. Jahrhundert                                                                                                  | in der Kirche Assomption-de-la-Vierge (Lage) | PM10003040    | Classé       | 1913  |      |
| Gemälde Heiliger Rochus             | Ölfarbe auf Leinwand, 18. Jahrhundert                                                                                       | in der Kirche Assomption-de-la-Vierge (Lage) | PM10004835    | Inscrit      | 1976  |      |
| Skulptur Paulus                     | Kalkstein, übertüncht und vergoldet, Mitte des 16. Jahrhunderts                                                             | in der Kirche Assomption-de-la-Vierge (Lage) | PM10000115    | Classé       | 1977  |      |
| Kirchengestühl                      | Eichenholz, 18. Jahrhundert                                                                                                 | in der Kirche Assomption-de-la-Vierge (Lage) | PM10004837    | Inscrit      | 1976  |      |
| Zwei Stühle                         | Eichenholz, 19. Jahrhundert                                                                                                 | in der Kirche Assomption-de-la-Vierge (Lage) | PM10004834    | Inscrit      | 1976  |      |
| Kanzel                              | Eichenholz, vermutlich 1745                                                                                                 | in der Kirche Assomption-de-la-Vierge (Lage) | PM10004838    | Inscrit      | 1976  |      |
| Taufbecken                          | Kalkstein, 16. Jahrhundert                                                                                                  | in der Kirche Assomption-de-la-Vierge (Lage) | PM10004840    | Inscrit      | 1976  |      |
| Skulptur Madonna mit Kind und Vogel | Kalkstein, farbig gefasst, Ende des 14. Jahrhunderts                                                                        | in der Kirche Assomption-de-la-Vierge (Lage) | PM10000108    | Classé       | 1908  |      |
| Hauptaltar                          | Altartisch; Kalkstein, farbig gefasst und vergoldet, 16. Jahrhundert                                                        | in der Kirche Assomption-de-la-Vierge (Lage) | PM10000111    | Classé       | 1913  |      |
| Skulptur Heiliger Mamas             | Kalkstein, zweite Hälfte des 16. Jahrhunderts                                                                               | in der Kirche Assomption-de-la-Vierge (Lage) | PM10000112    | Classé       | 1913  |      |
| Skulptur Madonna mit Kind           | Kalkstein, übertüncht und vergoldet, Mitte des 16. Jahrhunderts                                                             | in der Kirche Assomption-de-la-Vierge (Lage) | PM10000110    | Classé       | 1913  |      |
| Kirchenfenster                      | aus dem 16. Jahrhundert | in der Kirche Assomption-de-la-Vierge (Lage) | PM10000114    | Classé       | 1913  |      |
| Skulptur Christus in der Rast       | Kalkstein, ehemals farbig gefasst, Mitte des 16. Jahrhunderts                                                               | in der Kirche Assomption-de-la-Vierge (Lage) | PM10003037    | Classé       | 1913  |      |
| Sessel                              | Eichenholz, 19. Jahrhundert                                                                                                 | in der Kirche Assomption-de-la-Vierge (Lage) | PM10004861    | Inscrit      | 1976  |      |